# 维尔京群岛地区法院
维尔京群岛地区法院 （引用时缩写为 D.V.I.）是美国3个领地法院之一，位于美属维尔京群岛。该法院审理后的案件需上诉至第三巡回上诉法院，专利及《塔克法案》相关的案件需上诉至联邦巡回区上诉法院。